# Закроч
Закроч (пол. Zakrocz, нім. Sagert) — село в Польщі, у гміні Рипін Рипінського повіту Куявсько-Поморського воєводства.
Населення — 176 осіб (2011).
У 1975-1998 роках село належало до Влоцлавського воєводства.

## Демографія
Демографічна структура станом на 31 березня 2011 року:
|          | Загалом | Допрацездатний вік | Працездатний вік | Постпрацездатний вік |
| -------- | ------- | ------------------ | ---------------- | -------------------- |
| Чоловіки | 96      | 12                 | 72               | 12                   |
| Жінки    | 80      | 10                 | 40               | 30                   |
| Разом    | 176     | 22                 | 112              | 42                   |